# José Monzo
José Monzó Ríos (Sada, La Coruña, España, 1906-1938) fue un sindicalista anarquista español.

## Biografía
Nació en el barrio marinero de A Tenencia de Sada y emigró muy joven a Nueva York. De vuelta a Galicia, compaginó su trabajo en el mar con la lucha sindical. Fundó en noviembre de 1930 el Centro Obrero de Cultura, que daría lugar, más tarde, al Sindicato de Oficios Varios de Sada, adscrito a la CNT, del que sería Presidente. 

### Segunda República
Con la proclamación de la República, en 1931 crea el grupo anarquista Luz, con el que se adheriría a la Federación Anarquista Ibérica, sustituyéndolo en 1935 por el grupo Nueva Vida, también de la FAI. De hecho, José Monzó perteneció al ala más purista del movimiento anarquista. Dejó constancia de ello al participar en el Congreso Sindical del 12 de febrero de 1933 en Santiago de Compostela, que daría lugar a la salida del sector moderado, entre ellos el dirigente José Villaverde, posicionándose Monzo en la línea de los preceptos faístas. Ejerció también la oratoria no sin brillantez, destacando su participación en el mitin celebrado la plaza de toros de La Coruña, con motivo de las primeras sospechas del golpe de Estado de 1936.

### Guerra Civil
Al comienzo de la guerra, Monzó y Antón Suárez Picallo organizaron con José Púbul, el alcalde Antonio Fernández Pita y el exalcalde Justo Rodríguez la defensa de la villa, aunque serían derrotados el 23 de julio ante el avance de tropas de Oliete. Posteriormente se desarrollaría la represión en la villa, Fernádez Pita sería fusilado en noviembre de 1936, Antón Suárez Picallo aparecería asesinado junto a Antonio Carballeira y Manuel Prego en un monte de Veigue. Monzó se escondería, en principio en su propia casa, para más tarde escapar del acoso de la Guardia Civil y esconderse en el desván de una amiga de la familia. Finalmente tiene que dejar Sada escondiéndose en Miño y más tarde en los islotes de Cabrón y Carboeira, situados frente a Perbes y Puentedeume, respectivamente. La familia aprovechaban su condición de marineros para llevarle provisiones, pero finalmente enfermó y tuvo que regresar a Sada en 1938, donde finalmente se suicidó, apareciendo su cadáver en la carretera de Fontán y siendo enterrado en el cementerio de Fiunchedo.